# Associazione Calcio Sant'Angelo 1978-1979
Questa pagina raccoglie le informazioni riguardanti l'Associazione Calcio Sant'Angelo nelle competizioni ufficiali della stagione 1978-1979.

## Organigramma societario
Area direttiva
- Presidente: Achille Bosia
- Segretari: Pietro Altrocchi e Domenico Guarnieri

Area tecnica
- Direttore sportivo: Adriano Affaba
- Allenatore: Giancarlo Danova

## Risultati

### Campionato

#### Girone di andata
| 1º ottobre 1978 1ª giornata | Sant'Angelo | 2 – 1 | Rhodense |  |

| 8 ottobre 1978 2ª giornata | Mestrina | 0 – 0 | Sant'Angelo |  |

| 15 ottobre 1978 3ª giornata | Sant'Angelo | 1 – 0 | Pavia |  |

| 22 ottobre 1978 4ª giornata | Bolzano | 2 – 2 | Sant'Angelo |  |

| 29 ottobre 1978 5ª giornata | Sant'Angelo | 0 – 0 | Legnano |  |

| 5 novembre 1978 6ª giornata | Fanfulla | 1 – 2 | Sant'Angelo |  |

| 12 novembre 1978 7ª giornata | Sant'Angelo | 1 – 0 | Monselice |  |

| 19 ottobre 1978 8ª giornata | Pergocrema | 1 – 0 | Sant'Angelo |  |

| 26 novembre 1978 9ª giornata | Sant'Angelo | 3 – 2 | Adriese |  |

| 3 dicembre 1978 10ª giornata | Carpi | 0 – 0 | Sant'Angelo |  |

| 10 dicembre 1978 11ª giornata | Vigevano | 1 – 2 | Sant'Angelo |  |

| 17 dicembre 1978 12ª giornata | Sant'Angelo | 2 – 1 | Seregno |  |

| 30 dicembre 1978 13ª giornata | Sant'Angelo | 0 – 0 | Pro Patria |  |

| 7 gennaio 1979 14ª giornata | Audace SME | 1 – 4 | Sant'Angelo |  |

| 14 gennaio 1978 15ª giornata | Sant'Angelo | 0 – 1 | Conegliano |  |

| 21 gennaio 1979 16ª giornata | Omegna | 0 – 2 | Sant'Angelo |  |

| 28 gennaio 1979 17ª giornata | Sant'Angelo | 3 – 1 | Pro Vercelli |  |

#### Girone di ritorno
| 4 febbraio 1979 18ª giornata | Rhodense | 1 – 2 | Sant'Angelo |  |

| 11 febbraio 1979 19ª giornata | Sant'Angelo | 1 – 1 | Mestrina |  |

| 18 febbraio 1979 20ª giornata | Pavia | 1 – 1 | Sant'Angelo |  |

| 25 febbraio 1979 21ª giornata | Sant'Angelo | 0 – 0 | Bolzano |  |

| 4 marzo 1979 22ª giornata | Legnano | 2 – 1 | Sant'Angelo |  |

| 11 marzo 1979 23ª giornata | Sant'Angelo | 1 – 1 | Fanfulla |  |

| 25 marzo 1979 24ª giornata | Monselice | 0 – 2 | Sant'Angelo |  |

| 1º aprile 1979 25ª giornata | Sant'Angelo | 1 – 4 | Pergocrema |  |

| 8 aprile 1979 26ª giornata | Adriese | 1 – 1 | Sant'Angelo |  |

| 22 aprile 1979 27ª giornata | Sant'Angelo | 0 – 2 | Carpi |  |

| 29 aprile 1979 28ª giornata | Sant'Angelo | 3 – 2 | Vigevano |  |

| 6 maggio 1979 29ª giornata | Seregno | 2 – 2 | Sant'Angelo |  |

| 13 maggio 1979 30ª giornata | Pro Patria | 1 – 0 | Sant'Angelo |  |

| 20 maggio 1979 31ª giornata | Sant'Angelo | 1 – 0 | Audace SME |  |

| 27 maggio 1979 32ª giornata | Conegliano | 0 – 0 | Sant'Angelo |  |

| 3 giugno 1979 33ª giornata | Sant'Angelo | 2 – 0 | Omegna |  |

| 9 giugno 1979 34ª giornata | Pro Vercelli | 1 – 0 | Sant'Angelo |  |